# Хлмець
Хлмець або Хлмец (словац. Chlmec) — село в Словаччині, Гуменському окрузі Пряшівського краю. Розташоване в східній частині Словаччини на межі Вигорлату та Гуменських гір в долині потока Птава.
Уперше згадується у 1451 році.
У селі є римо-католицький костел з 1766 року в стилі пізнього бароко, 1892-го перебудований.

## Населення
| Рік:            | 1993 | 2003    | 2013    | 2023    |
| --------------- | ---- | ------- | ------- | ------- |
| Кількість осіб: | 546  | 566     | 578     | 584     |
| Різниця:        |      | +3,66 % | +2,12 % | +1,03 % |

| Рік:            | 2022 | 2023    |
| --------------- | ---- | ------- |
| Кількість осіб: | 580  | 584     |
| Різниця:        |      | +0,68 % |

У селі проживає 558 осіб.
Національний склад населення (за даними останнього перепису населення — 2001 року):
- словаки — 98,20 %,
- русини — 1,26 %,
- українці — 0,36 %,
- моравці — 0,18 %.

Склад населення за приналежністю до релігії станом на 2001 рік:
- римо-католики — 94,06 %,
- греко-католики — 4,32 %,
- православні — 0,90 %,
- не вважають себе вірянами або не належать до жодної вищезгаданої конфесії — 0,72 %.